# Ebolowa
Ebolowa – miasto w Kamerunie, stolica Regionu Południowego i departamentu Mvila. Liczy około 129 tys. mieszkańców.
W mieście znajduje się lokalne lotnisko.

## Współpraca
Miejscowość partnerska:
- Brugia, Belgia